# Haploa dyari
Haploa dyari là một loài bướm đêm thuộc phân họ Arctiinae, họ Erebidae.